# Соломонови острови (държава)
 Тази статия е за държавата Соломонови острови.  За архипелага със същото име вижте Соломонови острови (архипелаг).  
Соломоновите острови са островна държава в южния Тихия океан, разположена на изток от Папуа-Нова Гвинея. Тя е част от Британската общност и има население от 519 хил. души. Състои се от 6 големи и 992 малки острова, чиято обща площ е 28 380 km2. Тъй като испанците намират злато на един от островите те кръщават архипелага на името на цар Соломон, който е известен с благосъстоянието си.

## История
Първият европеец посетил островите е испанския мореплавател – Алаваро де Менданя и Нейра през февруари 1568 г. През 1768 г. северната част на островите е открита от френския мореплавател Луи Антоан дьо Бугенвил, а през 1860 първите европейци се заселват на островите. През 1885 г. Германия ги завладява, а през 1893 г. Великобритания превръща Соломоновите острови в свой протекторат. Едни от най-ожесточените битки през Втората световна война се водят на тези острови. През 1976 г. е спечелено самоуправление, а независимостта е получена на 7 юли 1978 г. През 2000 г. на остров Малаита се водят сражения с местните сепаратисти. Проблемите, пред които Соломоновите острови са изправени днес, са корупцията, поземлените отношения, правителствения дефицит, обезлесяването и контролирането на маларията
Продължителните граждански вълнения довеждат до почти цялостното срутване на нормалния живот; държавните служители остават без заплата за месеци понякога, а заседанията на кабинета се водят тайно, за да не се намесят местните сепаратисти. Тайните служби са неспособни да упражнят контрол, до голяма степен защото много служители в полицията и тайните служби имат връзки с една или повече от враждуващите сепаратистки групи.
През юли 2003 г. генерал-губернаторът на Соломоновите острови разпраща официална молба за международна помощ, която по-късно е подкрепена от правителството. През следващия месец започва да пристига контингент по сигурността, воден от Австралия и Нова Зеландия, състоящ се от 2200 полицаи и войници. В контингента има хора и от 20 други тихоокеански държави. Операцията става известна като операция Хелпем Френ, или още като операция Анод.

## Държавно устройство
Соломоновите острови имат парламентарна демокрация в състава Британската общност. Британската кралица е държавен глава и е представена от генерал-губернатор. Висш орган на Законодателната власт е Национален парламент, който е еднокамарен и се състои от 50 депутати, избирани с 4-годишен мандат. Изпълнителната власт е представена от Национален кабинет (правителство), начело с министър-председател.

## Административно деление
Соломоновите острови са разделени на 9 провинции и 1 столична територия*:
- Централна провинция
- Шуазьол (Лауру)
- Гуадалканал – състои се от остров Гуадалканал, но без територията на столицата
- Хониара – столична територия намираща се на остров Гуадалканал
- Изабел
- Макира-Улава
- Малайта
- Ренел и Белона
- Темоту – включваща о-вите Санта Крус
- Западна провинция

## География
Държавата Соломонови острови заема по-голямата част от архипелага Соломонови острови, който се намира в югозападната част на Тихия океан, източно от Папуа-Нова Гвинея и се състои от много острови разположени в широка област. Разстоянието от най-западния до най-източния остров на държавата е 1500 km. Особено изолирани са островите Санта Крус (на север от Вануату) – на 200 km от останалите.
Голяма част от островите са предимно с вулкански произход и има действащи вулкани с различна степен на активност. В архипелага има и множество малки островчета и коралови рифове. Най-висока точка е връх Макаракомбуру (2447 м) на остров Гуадалканал. Бреговата линия е дължина 3350 км.
Климатът е екваториален, влажен с температури от 25 °C до 32 °C. През нощта температурите падат до 13 – 15 °C. От април до октомври духа предимно югоизточен вятър. Дъждовният сезон започва през ноември и продължава до март, като е характерен със силните мусонни ветрове. Средногодишни валежи от 2300 до 7000 мм. Реките са къси, но пълноводни. Островите са покрити с вечнозелени гори, в равнинните части преобладава саванната растителност, а по крайбрежието – мангрови гори.
Архипелагът включва 6 по-големи и 992 по-малки острови, атоли и рифове с площ 28 446 km2 и е разпръснат на 249 000 морски мили. Главните острови са: Шуазьол, Шортланд, Нова Джорджия (Ню Джорджия), Санта Исабел, Ръсел, Малаита, Гуадалканал, Марамасике, Улава, Сан Кристобал, Ренел, Белона и островите Санта Крус.

## Икономика
Соломоновите острови са аграрна, слаборазвита страна. По-голямата част от населението (72%) зависи в различна степен от земеделието, риболова и горското стопанство. Плодородните земи са малко. Главни селскостопански култури са кокосова палма, какао, ориз и банани. Повечето от производствените стоки и нефтените продукти трябва да се внасят. Островите са богати на неизползвани минерални ресурси като олово, цинк, никел, боксит, фосфати и злато. Икономическите проблеми в Югоизточна Азия довеждат до тенденция към западането на дървесинната промишленост, а икономическата продукция спада с около 10% през 1998 г. Правителството намалява заплатите на държавните служители и въвежда други съкращения. Икономиката се стабилизира частично през 1999 г. благодарение на увеличаващите се цени на златото по света и на първата цяла година от миноложката операция Голд Ридж. Затварянето на главната плантация за палмово масло в средата на година обаче предполага доста мрачни перспективи за стопанското положение на страната. Произвеждат се консерви, мебели, сувенири и др. Главни пристанища са Хониара, Гизо и Ауки. Страната разполага с 1400 км шосета, от които само 35 са асфалтирани. Железопътни линии няма. Брутен вътрешен продукт на глава от населението е 1571 $. Съотношението селско стопанство-промишленост-обслужване е 51:4:45. годишно страната се посещава от 21 хил. туристи. Въоръжени сили 7 хил. души.

## Население
През 2007 населението на Соломоновите острови възлиза на 519 хил. жители. Средна гъстота – 17,9 жители на км2. Естествен прираст – 31. Средна продължителност на живота – мъже 69 години, жени 73 години. Етнически състав – 73 меланезийски народа (85,7%), 8 папуаски народа (8,5%), полинезийци (3,1%), микронезийци (1,2%), европейци (0,8%), други (0,7%). Официален език – английски. Населението говори още около 80 – 100 местни островни езици, а в последно време се налага т.нар. пиджин инглиш (нов соломонски). Азбука – латиница. Неграмотни – 38%. Конфесионален състав – християни 94,6% (от тях англикани 44%, католици 17,6%, обединени 12%, баптисти 10%, адвентисти на седмия ден 7%, други християни – 4%), местни традиционни вярвания и култове 4,8%, други 0,6%. Градско население – 20%. Столица – Хониара (67 хил. ж.). По-големи градове – Гизо (7 хил. ж.), Ауки (4 хил. ж.), Буала (3 хил. ж.), Киракира (2 хил. ж.), Тулаги (2 хил. ж.), Лата (0,6 хил. ж.).